# Babette Cole
Babette Cole (* 10. September 1950 auf Jersey; † 15. Januar 2017) war eine britische Kinderbuchautorin und Illustratorin.

## Leben und Werk
Nachdem sie am Canterbury College of Art in Kent Kunst studiert hatte, arbeitete sie ab 1973 bei der BBC. Sie zeichnete für verschiedene Serien im Kinder-Fernsehprogramm. Dort war sie für Fernsehserien wie Bagpuss und Jackonary verantwortlich. Ihr erstes Buch veröffentlichte sie 1976. Im Gegensatz zu vielen anderen Bilderbuch-Illustratoren schrieb sie ihre Geschichten selbst.
Cole behandelt in ihren Bilderbüchern Themen wie Aufklärung, Scheidung, Ängste und den Sinn des Lebens in kindgerechter und humorvoller Art und Weise mit oft verrückt anmutenden Bildern und Texten. Ihre Illustrationen zeichnen sich durch zurückhaltende Farbgebung und Witz aus. Es sind mehr als siebzig Bücher von ihr erschienen.
Cole lebte in der Nähe von Crediton in Devon in England. Am 15. Januar 2017 starb sie im Alter von 66 Jahren.

## Werke (Auswahl)
- Mami hat ein Ei gelegt. (Originaltitel: Mummy laid an egg). 3. Auflage. Sauerländer, Aarau 1995, ISBN 3-7941-3638-1.
- Wir teilen alles! (Originaltitel: Two of everything). Sauerländer, Aarau 1998, ISBN 3-7941-4324-8.
- Ei, was sprießt denn da? Haarige Wahrheiten übers Groß- und Größerwerden (Originaltitel: Hair in funny places). Sauerländer, Aarau 2000, ISBN 3-7941-4626-3.
- Wahre Liebe. (Originaltitel: Truelove). Gerstenberg, Hamburg, 2001, ISBN 3-8067-4944-2.
- Lady Lupines Benimmbuch. (Originaltitel: Lady Lupin’s book of etiquette). Gerstenberg, Hamburg, 2002, ISBN 3-8067-4965-5.
- Ich hab so Angst vor Tieren. (Originaltitel: Animals scare me stiff). Gerstenberg, Hamburg, 2003, ISBN 3-8067-4925-6.
- Wovon Mama niemals spricht. (Originaltitel: Mummy never told me). Gerstenberg, Hamburg, 2003, ISBN 3-8067-4994-9.
- Handbuch für Görenbesitzer (oder wie Kinder funktionieren). (Originaltitel: The sprog owner’s manual). Gerstenberg, Hamburg 2004, ISBN 3-8067-5049-1.
- Prinzessin Pfiffigunde. (Originaltitel: Princess Smartypants) Veränd. Neuauflage, Carlsen, Hamburg 2005, ISBN 3-551-51653-7.
- Darum! (Originaltitel: That’s why!). Gerstenberg, Hildesheim 2006, ISBN 978-3-8067-5138-3.